# Adelaide Ametis
Adelaide Ametis (Torino, 17 febbraio 1877 – 18 giugno 1949) è stata una pittrice italiana.

## Biografia
Era la figlia di Francesco Ametis e Linda Copello.
Ebbe come maestri Alberto Falchetti e Lorenzo Delleani.
Tra le mostre si ricordano la partecipazione alla X edizione (con l'opera Sole sul Ghiacciaio), alla XIIª edizione (con l'opera Primo Sole sulle Alpi) e alla XIII edizione (con l'opera Solitudine) della Biennale di Venezia e alle Esposizioni Nazionali d'Arte di Brera del 1915 (con l'opera Alto Biellese) e del 1916 (con l'opera La via del Monte). Pittrice dotata, con l'avvento del regime fascista decise di non partecipare più a manifestazioni pubbliche.
Il 5 settembre 1898 sposò Alfredo Frassati, fondatore del giornale La Stampa del quale egli divenne direttore nel 1900. Dal matrimonio nacquero due figli: Pier Giorgio, beato patrono delle Confraternite e dei Giovani di Azione Cattolica beatificato da papa Giovanni Paolo II e Luciana, nata il 18 agosto 1902 e morta il 7 ottobre 2007, madre del giornalista europarlamentare Jas Gawronski.
Diverse sue opere si trovano nella Villa Ametis Frassati casa di famiglia e oggi monumento storico in cura al FAI.